# U-Bahn-Station Kardinal-Nagl-Platz
Kardinal-Nagl-Platz is een metrostation in het district Landstraße van de Oostenrijkse hoofdstad Wenen. Het station werd geopend op 6 april 1991 en wordt bediend door lijn U3. Het bovenliggende plein is in 1914 genoemd naar Franz Xaver Kardinal Nagl (1855–1913) die tussen 1911 en 1913 aartsbisschop van Wenen was.

## Geschiedenis
Op 26 januari 1968 werd besloten om een metronet aan te leggen met drie lijnen. De nadere uitwerking van het metronet, de U-Bahn-Netzvariante M uit 1970, omvatte een veel groter net waarin de U3 ten zuiden van de binnenstad onder de Landstraßer Hauptstraße zou komen. Gewijzigde plannen betekende dat de U3 onder de Hainburger Straße kwam en in plaats van Juchgasse kwam 350 meter oostelijker het station onder de Kardinal-Nagl-Platz aan het gewijzigde tracé.

## Ligging en inrichting
Het station ligt onder de Hainburger Straße tussen de Kardinal-Nagl-Platz en de Keinergasse. Het eilandperron kent toegangen aan de perroneinden met vaste trappen en de noordelijke aan de Kienergasse beschikt ook over een lift. De openbare toiletten zijn te vinden bij de zuidelijke toegang aan de Kardinal-Nagl-Platz. Hier kan ook worden overgestapt op buslijn 77A tussen Rennweg en Lusthaus. Vlak bij het station ligt de Rabenhof, een wijk met sociale woningbouw uit het interbellum waarin zich ook het Rabenhof Theater bevindt.

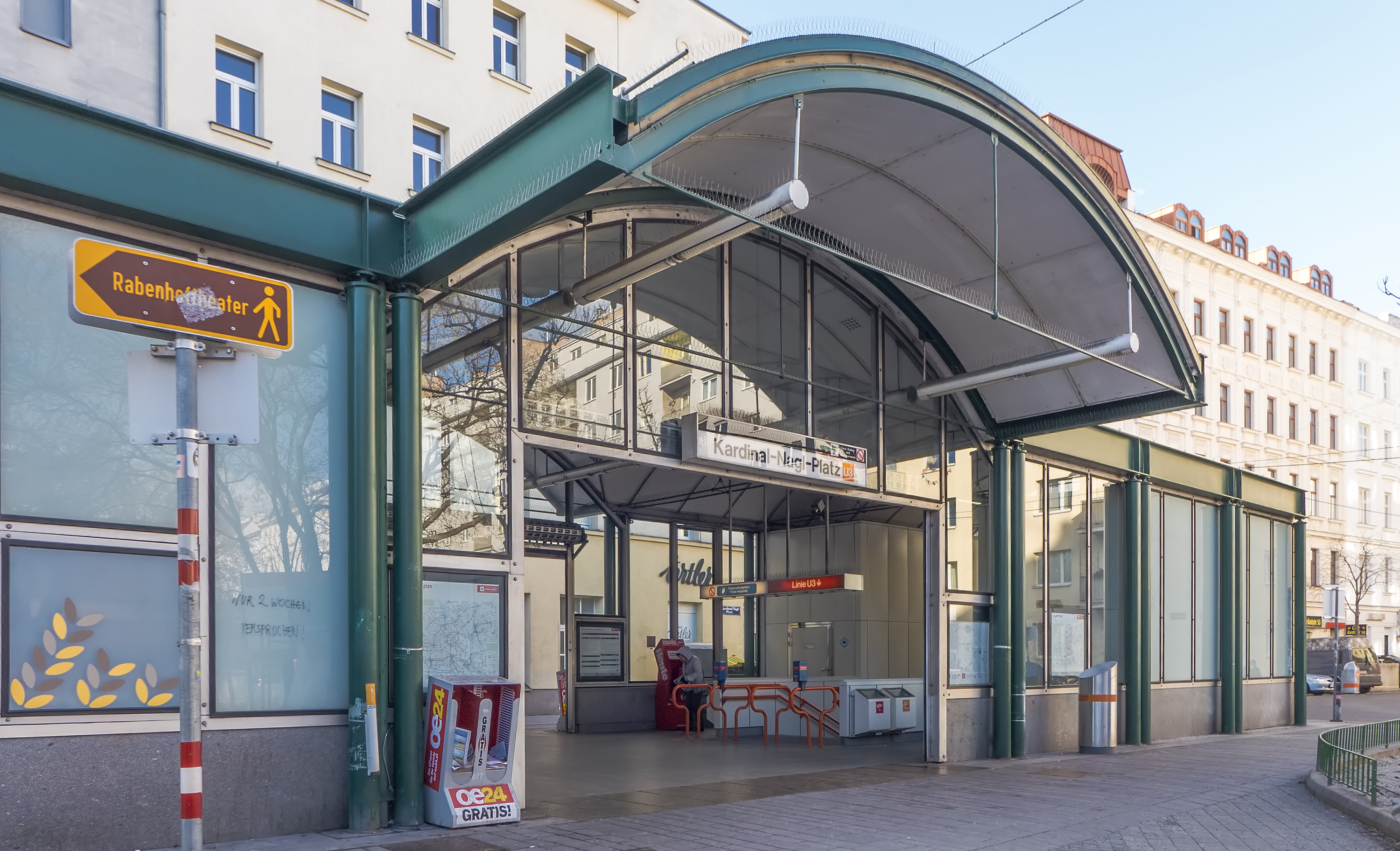
De toegang op de Kardinal-Nagl-Platz.
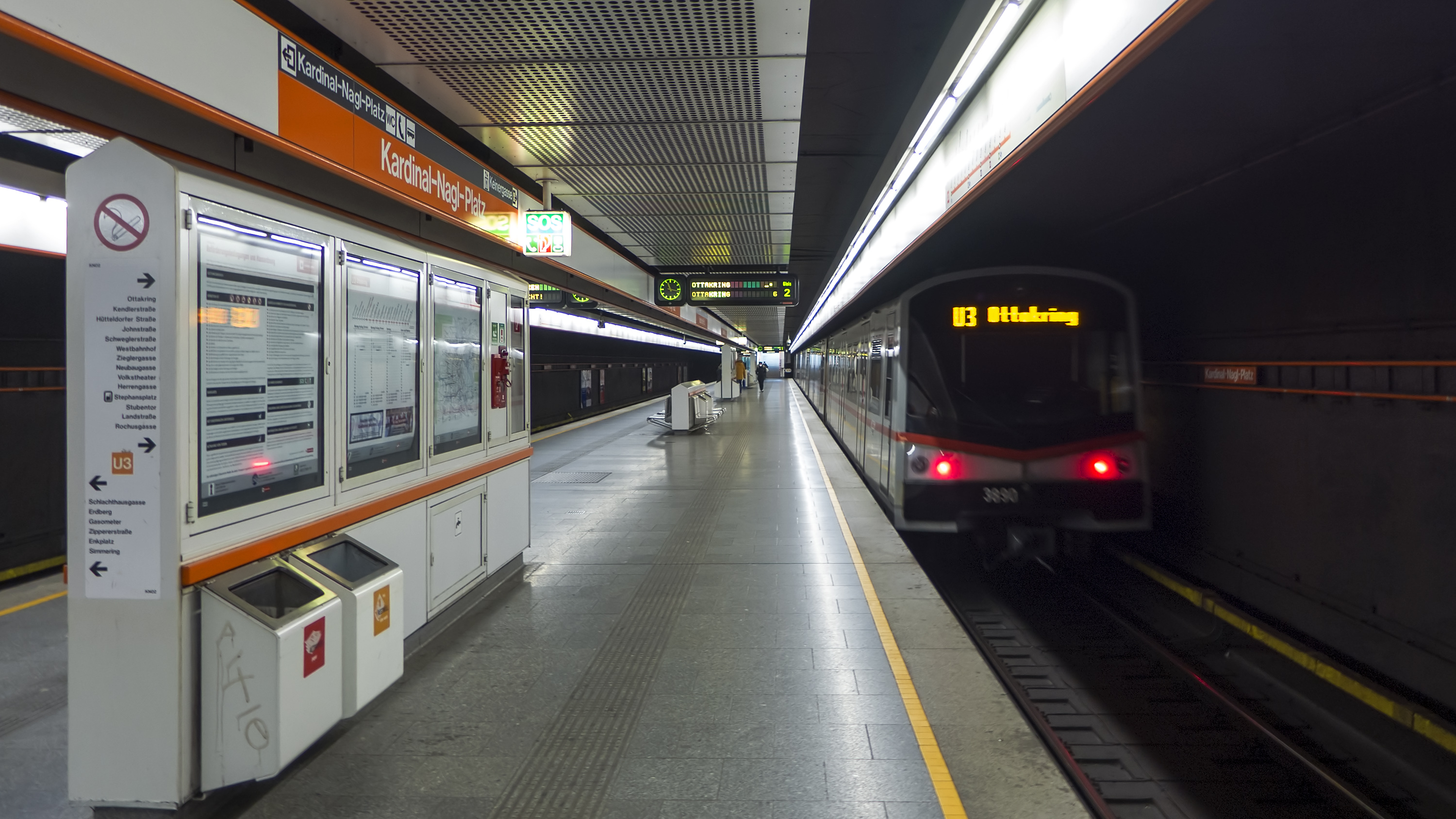
Ondergronds, een metrostel reeks V op weg naar het westen.